# جيف فيشباك
جيف فيشباك (بالإنجليزية: Jeff Fishback)‏ هو عداء موانع ‏ أمريكي، ولد في 20 نوفمبر 1941 في سان ماتيو في الولايات المتحدة.

## وصلات خارجية
- جيف فيشباك على موقع أوليمبيديا (الإنجليزية)